# ناو کلاس سافرن
کروزر کلاس سافرن (به انگلیسی: Suffren-class cruiser) یک کلاس از کشتی است که طول آن ۱۹۴ متر (۶۳۶٫۴۸ فوت) می‌باشد.